# 奧塔姆瓦 (堪薩斯州)
奧塔姆瓦（Ottumwa）為美國堪薩斯州科菲縣的一座非建制地區。海拔高度335公尺（1,099英尺），聯邦資料處理標準代碼為20-53675，地名資訊系統編號為477452。

## 歷史
此社區的郵政局於1857年10月9日開設，期間持續營運直到1906年7月31日裁撤。